# Екс Екс
The xx е британска инди поп група, създадена в Лондон през 2005 г. Групата издава дебютния си албум хх през август 2009 г. Албумът успява да заеме челни места в много класации за най-добър албум за 2009 г., ставайки номер едно в класацията на „Гардиън“ и номер две в тази на „Ен Ем И“. През 2010 г. групата печели музикалната награда „Мъркюри“ за дебютния си албум. Вторият ѝ албум, наречен Coexist, излиза на 10 септември 2012 г.